# Thinornis

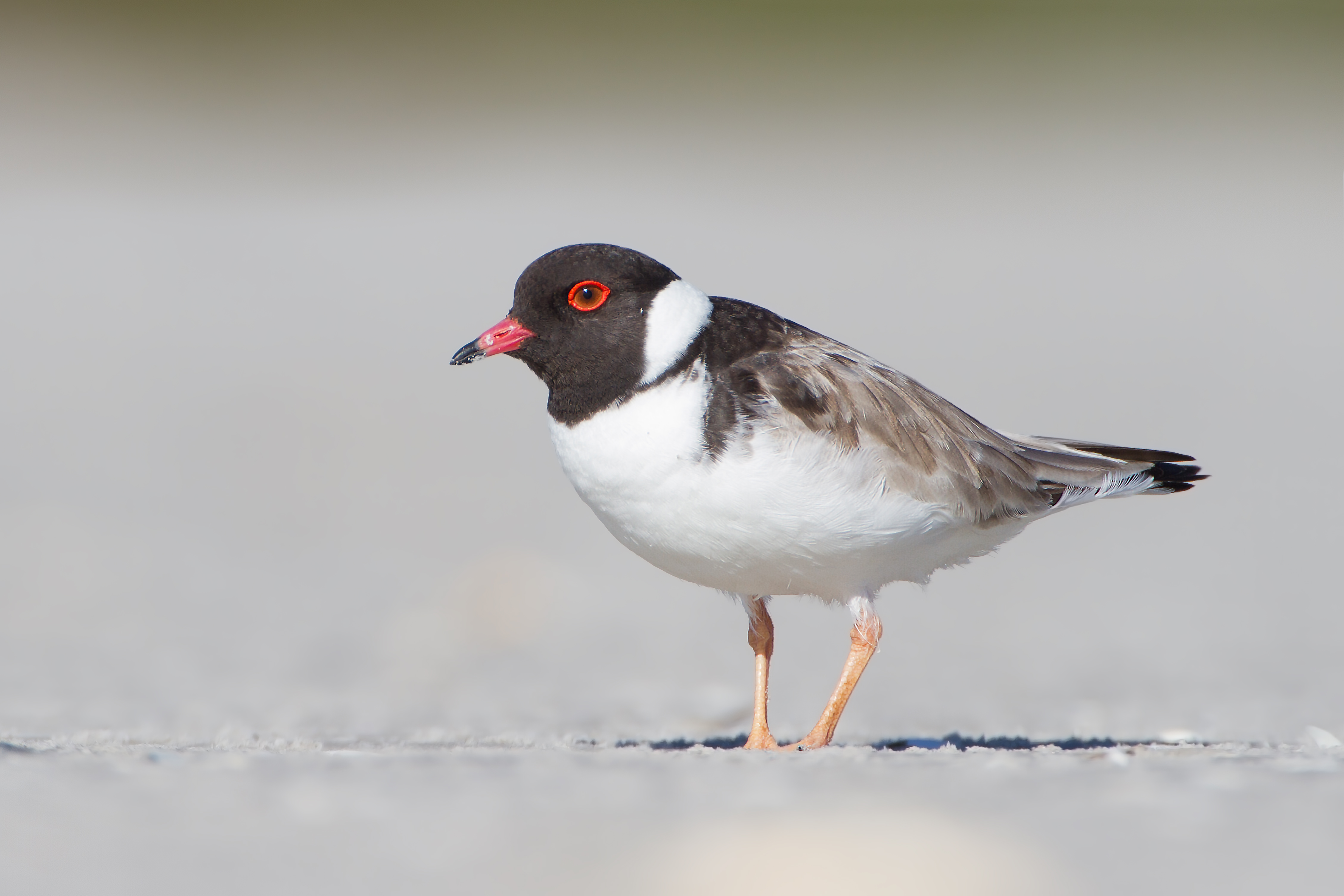
Thinornis rubricollis

Thinornis es un género de aves charadriformes perteneciente a la familia Charadriidae que consiste en dos únicas especies, ambas tratadas en peligro de extinción. Anteriormente estuvo emplazada en el género Charadrius.
- Thinornis rubricollis - Chorlito encapuchado.
- Thinornis novaeseelandiae - Chorlitejo de las Chatham.

Una tercera especie tal vez extinta es Thinornis rossi,o chorlito costero o de la costa de las islas auckland de la cual solo se conoce un único espécimen fue descubierta en 1840, tiene un estatus incierto.